# Scaphinotus unicolor
Scaphinotus unicolor är en skalbaggsart som beskrevs av Fabricius. Scaphinotus unicolor ingår i släktet Scaphinotus och familjen jordlöpare. Inga underarter finns listade i Catalogue of Life.